# Aechmea stelligera
Espèce
Classification phylogénétique
Aechmea stelligera est une espèce de plantes de la famille des Bromeliaceae, endémique du Brésil.

## Distribution
L'espèce est endémique du nord-est du Brésil.